# Adam Taggart
Adam Jake Taggart (Perth, 1993. június 2. –) ausztrál válogatott labdarúgó, a Perth Glory játékosa.